# 宇都宮千佳
宇都宮 千佳 (うつのみや ちか、1960年? - ) は、愛媛県出身で金沢市を中心に活動する日本の舞踏家、環境活動家である。SEERESS Dance&Earth 主催者。近畿大学文芸学部芸術学科舞台芸術専攻非常勤講師。
幼少時よりバレエを習う。金沢大学卒業後、東京学芸大学大学院に入学、邦正美に師事。1989年から4年間英国に渡りコンポーザー兼ダンサーとして活動した後、学生時代を過ごした金沢を拠点とし、1998年、浅野川のほとりに SEERESS Dance&Earth を開いた。
北海道の西別川で行われた植樹会およびコンサートに出演した際、植樹活動家であり歌手であるしらいみちよを知り、大きな影響を受けた。以降は日本の舞の要素を取り入れた創作ダンスパフォーマンスに加え、しらいみちよとのジョイントライヴを行っている。環境活動家としても「女川に菜の花油の灯をともす会」の代表の一人として、犀川と並んで金沢を代表する河川である浅野川の環境美化と自然保護精神の啓蒙につとめている。

## 代表作
- 「赤い月」(2006) - ニューエイジ思想家・オカルティストのホゼ・アグエイアスが考案したドリームスペル暦、別名13の月の暦における独自の概念である「太陽の紋章」に由来する。
- 「やえがき」(2005) - 古事記による。邦楽器とのコラボレーション。
- 「Tea with me」(2000) - Bruce Wilsonとのコラボレーション。
- 「月夜遊女」(1997) - 泉鏡花の小説による。
- しらいみちよとのジョイント(2000-)
  - レクイエムロードコンサートツァー - 阪神・淡路大震災被災者を悼むコンサート、植樹活動。
  - 西別川流域コンサート - 西別川の自然保護活動の一環。